# ماري كاستيلو
ماري كاستيلو (بالإنجليزية: Mary Castillo)‏ (1974، ناشيونال سيتي في الولايات المتحدة)؛ مؤلفة وروائية أمريكية.